# Strada nazionale 3 (Paraguay)
La strada nazionale PY03 "Generale Elizardo Aquino" (Ruta Nacional PY03 in spagnolo) è una strada statale paraguaiana che unisce la capitale Asunción con il nord-est del paese e la frontiera brasiliana.
Oltre il confine brasiliano prosegue come BR-163.